# Municipio de Oslo
El municipio de Oslo (en inglés: Oslo Township) es un municipio ubicado en el condado de Brookings en el estado estadounidense de Dakota del Sur. En el año 2010 tenía una población de 202 habitantes y una densidad poblacional de 2,18 personas por km².

## Geografía
El municipio de Oslo se encuentra ubicado en las coordenadas 44°13′55″N 96°57′41″O / 44.23194, -96.96139. Según la Oficina del Censo de los Estados Unidos, el municipio tiene una superficie total de 92.64 km², de la cual 92,23 km² corresponden a tierra firme y (0,44 %) 0,41 km² es agua.

## Demografía
Según el censo de 2010, había 202 personas residiendo en el municipio de Oslo. La densidad de población era de 2,18 hab./km². De los 202 habitantes, el municipio de Oslo estaba compuesto por el 95,05 % blancos, el 1,49 % eran amerindios, el 1,49 % eran asiáticos y el 1,98 % eran de una mezcla de razas. Del total de la población el 0 % eran hispanos o latinos de cualquier raza.